# 恐竜クライシス
恐竜クライシス（きょうりゅうクライシス）とは、ハリー・アダムナイトによる長編小説である。遺伝子操作によりイギリスの田舎町に蘇った恐竜の恐怖を描く。小説・映画『ジュラシック・パーク』の元ネタの一つとして断言されている作品でもある。
最新の学説に基づいた恐竜の描写が描かれており「恐竜は鳥の子孫」と断言されている。ロジャー・コーマン製作総指揮で一部以外のストーリーを別物にし「恐竜カルノザウルス」、「ダイナソーズ」、「ダイナソークライシス」と改題されて映画化された。大人向けの残酷描写や性描写により大衆受けはしなかったが、一定の高評価を受けている。

## あらすじ
イギリスの片田舎の鶏農家で、農夫が正体不明の生物に惨殺される。地元の有力貴族『ペンワード卿』は自分の施設動物園のトラの仕業として事態の収集を図るが、若き新聞記者『デヴィッド・パスカル』は真相を暴こうとする。拉致気味にペンワードと屋敷で接触できたパスカルは、私設動物園と屋敷が一体化した研究所で恐竜の化石の骨髄から骨髄液を取り出し、それを鶏に注入し恐竜の卵を産ませるという方法で恐竜を復活させていたことを知る。

## 登場人物
デヴィッド・パスカル
ペンワード卿の陰謀を暴こうとしている若い新聞記者。
ペンワード卿
「地球は恐竜のもの」と考えており、その復活を企んでいる有力貴族。

## 関連作品
- 『ジュラシック・パーク』 - 同じく遺伝子操作による恐竜の復活を描いている。

| スタブアイコン | サブスタブ | この項目は、まだ閲覧者の調べものの参照としては役立たない、文学に関連した書きかけの項目です。この項目を加筆・訂正などしてくださる協力者を求めています（P:文学、PJ:ライトノベル）。項目が小説家・作家の場合には{Writer-substub}を、文学作品以外の本・雑誌の場合には{Book-substub}を貼り付けてください。 |